# Верхнелужицко-русский словарь
Верхнелужицко-русский словарь (в.-луж. Hornjoserbsko-ruski słownik) — первый и единственный в истории верхнелужицко-русский словарь.
Издан в количестве трёх тысяч экземпляров в 1974 году совместно издательствами «Русский язык» и «Домовина». Выпущен в типографии «Заксендрук» в Плауэне.
Словарь составлен сорабистом, профессором славистики Львовского университета Константином Трофимовичем под редакцией серболужицких филологов-сорабистов Фридо Михалка и Павола Фёлькеля.
При составлении словаря автор столкнулся с проблемами устаревшей лексики доступных источников и существовавшей в то время некодифицированной нормой верхнелужицкой орфографии. Для решения этих проблем автор использовал современную серболужицкую периодическую печать, в частности публикации газеты «Nowa Doba» (сегодня — Serbske Nowiny), выходившей в Будишине.
Первоначальная рукопись словаря готовилась на основе школьного орфографического словаря Павола Фёлькеля, изданного в 1962 году. В 1970 году при участии Комиссии по проблемам верхнелужицкого литературного языка был издан новый орфографический словарь Павола Фёлькеля («Prawopisny słownik hornjoserbskeje rěče»), в результате чего в рукопись были внесены изменения под редакцией Павола Фёлькеля, Фридо Михалка и сотрудника издательства «Русский язык» Галины Ковалёвой.
Словарь на 584 страницах содержит 36 тысяч слов. Состоит из двуязычного вступления авторства Константина Трофимовича на стр. V—IX, в котором подаётся краткая история составления словаря, историческое и современное культурно-языковое положение лужицкого народа в ГДР. В разделе «Важнейшие лексикографические труды, использованные в работе над словарём» на странице XVI подаются сочинения серболужицких филологов, которые автор использовал при своей работе. В конце словаря приведён краткий очерк грамматики верхнелужицкого языка на русском языке авторства Фридо Михалка (стр. 472—511) и русского языка на верхнелужицком языке авторства В. В. Лопатина (стр. 513—564).